# Boy's Abyss
Boy's Abyss (少年のアビス, Shōnen no abisu) est une série de mangas japonaise par Ryō Minenami. Elle est prépubliée dans le magazine Weekly Young Jump de Shūeisha depuis février 2020 à juillet 2024, avec dix-huit volumes parus en octobre 2024. Une adaptation en drama télévisé japonais est diffusée entre septembre et octobre 2022.

## Synopsis
Reiji Kurose vit dans une ville rurale avec son frère, sa mère, qui travaille comme infirmière, et sa grand-mère. Il est ami d'enfance avec Sakuko Akiyama. Un jour, Reiji rencontre Nagi Aoe, membre du groupe d'idoles Acrylic, qui travaille dans une supérette. Celle-ci parle à Reiji d'un endroit de la ville connu sous le nom de Lover's Abyss, où les amoureux se suicident. Reiji et Nagi tentent de se suicider mais échouent, et Reiji est sauvé par sa professeure Yuri Shibasawa, qui jure alors de le protéger.

## Personnages
Reiji Kurose (黒瀬 令児, Kurose Reiji)
Interprété par : Towa Araki
Le personnage principal, qui souhaite quitter la ville mais doit faire face à des circonstances. Il envisage d'aller à l'université à Tokyo.
Nagi Aoe (青江 ナギ, Aoe Nagi)
Interprétée par : Hinako Kitano
Une membre du groupe d'idoles Acrylic, qui a fait une pause et s'est installée dans la ville de Reiji, où elle travaille comme vendeuse dans une épicerie. Elle est mariée à Kosaku Esemori. Après sa tentative de suicide, elle quitte son emploi et retourne à Tokyo pour reprendre ses activités d'idole.
Sakuko Akiyama (秋山 朔子, Akiyama Sakuko)
Interprétée par : Miyu Honda (en)
Amie d'enfance de Reiji, elle étudie dans une école privée pour filles et souhaite aller à l'université à Tokyo. Elle veut être auteure, admirant notamment le travail d'Esemori, et est fan du groupe d'idoles Acrylic. Elle est surnommée Chako (チャコ) en raison de son apparence potelée. Elle propose d'être la rédactrice en chef d'Esemori mais met fin à l'accord après qu'il a tenté de la harceler sexuellement.
Yuri Shibasawa (柴沢 由里, Shibasawa Yuri)
Voix japonaise : Yōko Hikasa (Vocal promotionnel)
Interprétée par : Rena Matsui
La professeure de Reiji, qui semble avoir développé des sentiments pour lui et souhaite le protéger, au point de le laisser rester chez elle. Elle était championne de tennis de table pendant ses années de lycée.
Gen Minegishi (峯岸 玄, Minegishi Gen)
Interprété par : Natsuki Hori
Un ami d'enfance de Reiji et Sakuko, dont la famille possède et gère une entreprise de construction.
Yuko Kurose (黒瀬 夕子, Kurose Yūko)
Interprétée par : Reiko Kataoka
La mère de Reiji, qui travaille comme infirmière à l'hôpital local. Elle s'est séparée du père de Reiji avant les événements de la série, et a secrètement des relations sexuelles avec le père de Gen. Elle a fréquenté le même lycée qu'Esemori et il est sous-entendu qu'elle a eu une relation amoureuse avec lui.
Kosaku Esemori (似非森 耕作, Esemori Kōsaku)
Interprété par : Sōkō Wada
Un auteur populaire et le mari de Nagi, qui est revenu dans sa ville natale pour s'occuper de sa mère. Il a eu une relation amoureuse avec Yuko, qui fréquentait la même école que lui. Son vrai nom est Akira Nozoe (野添 旭, Nozoe Akira).

## Manga
La série est prépubliée dans le magazine Weekly Young Jump de Shūeisha depuis le 27 février 2020 au 25 juillet 2024. Dix-huit volumes sont parus au 18 octobre 2024.
En France, la série est éditée par Kana depuis novembre 2022.

### Liste des volumes
| no | Japonais          | Japonais          | Français          | Français          |
| no | Date de sortie    | ISBN              | Date de sortie    | ISBN              |
| --- | ----------------- | ----------------- | ----------------- | ----------------- |
| 1 | 17 juillet 2020   | 978-4-08-891601-9 | 18 novembre 2022  | 978-2-5051-1385-0 |
| Liste des chapitres : - Chapitre 1 : Un garçon de cette ville - Chapitre 2 : Rendez-vous secret - Chapitre 3 : Nagi Aoe - Chapitre 4 : Trouble-fête - Chapitre 5 : L'homme en question - Chapitre 6 : A corps perdu - Chapitre 7 : Vers les abysses |                   |                   |                   |                   |
| 2 | 18 septembre 2020 | 978-4-08-891667-5 | 20 janvier 2023   | 978-2-5051-1386-7 |
| Liste des chapitres : - Chapitre 8 : Cette nuit-là - Chapitre 9 : Par une nuit de tempête - Chapitre 10 : Enseignante au lycée - Chapitre 11 : Le calme après la tempête - Chapitre 12 : Adulte dans cette ville - Chapitre 13 : Soleil couchant - Chapitre 14 : Higanbana - Chapitre 15 : Embuscade - Chapitre 16 : Nuit noire - Chapitre 17 : La colline à la tombe |                   |                   |                   |                   |
| 3 | 18 décembre 2020  | 978-4-08-891798-6 | 24 mars 2023      | 978-2-5051-1387-4 |
| Liste des chapitres : - Chapitre 18 : Nouvelle lune - Chapitre 19 : Séducteur - Chapitre 20 : Confessions - Chapitre 21 : Promesse de bonheur - Chapitre 22 : Lumière - Chapitre 23 : Haine - Chapitre 24 : Nuit calme - Chapitre 25 : Renouveau du désir - Chapitre 26 : L'abîme des amoureux - Chapitre 27 : Infâme tristesse |                   |                   |                   |                   |
| 4 | 18 mars 2021      | 978-4-08-891818-1 | 19 mai 2023       | 978-2-5051-1388-1 |
| Liste des chapitres : - Chapitre 28 : Monologue d'une spectatrice - Chapitre 29 : La mort d'une illusion - Chapitre 30 : Le contrat - Chapitre 31 : Le cumul des années - Chapitre 32 : Résolution - Chapitre 33 : Deux prisons - Chapitre 34 : Retour à la case départ - Chapitre 35 : Avec maman, au cœur de la nuit - Chapitre 36 : Rendez-vous - Chapitre 37 : Mentor                                                                                                  |                   |                   |                   |                   |
| 5 | 18 juin 2021      | 978-4-08-892006-1 | 7 juillet 2023    | 978-2-5051-1661-5 |
| Liste des chapitres : - Chapitre 38 : Une main tendue - Chapitre 39 : Repose-toi sur moi - Chapitre 40 : Guiding Light - Chapitre 41 : La noyée - Chapitre 42 : Evanescence - Chapitre 43 : Le coupable - Chapitre 44 : Moyen - Chapitre 45 : La sainte de la ville - Chapitre 46 : Rencontre secrète - Chapitre 47 : Depuis le début |                   |                   |                   |                   |
| 6 | 17 septembre 2021 | 978-4-08-892071-9 | 6 octobre 2023    | 978-2-5051-1662-2 |
| Liste des chapitres : - Chapitre 48 : Un nouveau garçon dans cette ville - Chapitre 49 : En attendant le printemps - Chapitre 50 : Premier amour - Chapitre 51 : Le combat d'une jeune femme - Chapitre 52 : Fêlure - Chapitre 53 : Grouillements - Chapitre 54 : Farce - Chapitre 55 : Étreinte - Chapitre 56 : Liens - Chapitre 57 : Mort |                   |                   |                   |                   |
| 7 | 17 décembre 2021  | 978-4-08-892163-1 | 1er décembre 2023 | 978-2-5051-2407-8 |
| Liste des chapitres : - Chapitre 58 : Berceau - Chapitre 59 : Le poids du crime - Chapitre 60 : Vide - Chapitre 61 : Insignifiante victoire - Chapitre 62 : Se fondre dans la ville - Chapitre 63 : Nuit tombée - Chapitre 64 : Anathème - Chapitre 65 : Claire de lune - Chapitre 66 : Mains - Chapitre 67 : Pour toi - Chapitre 68 : La déclaration du gardien de la tombe                                                                                               |                   |                   |                   |                   |
| 8 | 18 mars 2022      | 978-4-08-892244-7 | 2 février 2024    | 978-2-5051-2501-3 |
| Liste des chapitres : - Chapitre 69 : Covictimes - Chapitre 70 : Ville gelée - Chapitre 71 : La femme qui sourit - Chapitre 72 : "Ça va ?" - Chapitre 73 : Notre échec - Chapitre 74 : Entre semblables - Chapitre 75 : Amende honorable - Chapitre 76 : La clé - Chapitre 77 : Deux frères qui étouffent - Chapitre 78 : Amis d'enfances |                   |                   |                   |                   |
| 9 | 17 juin 2022      | 978-4-08-892339-0 | 12 avril 2024     | 978-2-5051-2502-0 |
| Liste des chapitres : - Chapitre 79 : Depuis ce jour... - Chapitre 80 : L'appartement de la bonne réponse - Chapitre 81 : Une meuf de cette ville - Chapitre 82 : Avancées silencieuses - Chapitre 83 : Ville grisâtre - Chapitre 84 : Beauté fugace, obscurité glaciale - Chapitre 85 : Tchao, les adultes - Chapitre 86 : Des jeunes de cette ville - Chapitre 87 : L'envers du rêve - Chapitre 88 : Vieille connaissance - Chapitre annexe : Une jeune fille concentrée |                   |                   |                   |                   |
| 10 | 16 septembre 2022 | 978-4-08-892428-1 | 28 juin 2024      | 978-2-5051-2503-7 |
| Liste des chapitres : - Chapitre 89 : Les abysses d'une mère et de son fils - Chapitre 90 : Conversations de nuit - Chapitre 91 : Le calme avant la tempête - Chapitre 92 : Festival - Chapitre 93 : Après réflexion - Chapitre 94 : Un sourire de fille - Chapitre 95 : Les répercussions du festival - Chapitre 96 : Premier amour perdu - Chapitre 97 : La nuit de Noël - Chapitre 98 : Volutes de chaleur - Chapitre annexe : Né à Tokyo, élevé à Tokyo                |                   |                   |                   |                   |
| 11 | 19 décembre 2022  | 978-4-08-892563-9 | 30 août 2024      | 978-2-5051-2504-4 |
| Liste des chapitres : - Chapitre 99 : D'une plume alerte - Chapitre 100 : Sublimation - Chapitre 101 : Pluie et anxiété - Chapitre 102 : Sous une pluie diluvienne - Chapitre 103 : Karma - Chapitre 104 : Toujours boueux - Chapitre 105 : Démon - Chapitre 106 : Départ de la ville - Chapitre 107 : Reiji - Chapitre 108 : L'aquarium de l'Éternel Retour |                   |                   |                   |                   |
| 12 | 17 mars 2023      | 978-4-08-892628-5 | 18 octobre 2024   | 978-2-5051-2524-2 |
| Liste des chapitres : - Chapitre 109 : Au revoir à l'écrivain - Chapitre 110 : La famille Kurose - Chapitre 111 : Sur l'autre rive - Chapitre 112 : Le lien - Chapitre 113 : La mer - Chapitre 114 : Dieux de la mort - Chapitre 115 : Grand frère - Chapitre 116 : Au lever du jour - Chapitre 117 : Lie - Chapitre 118 : Tourbillons |                   |                   |                   |                   |
| 13 | 19 juin 2023      | 978-4-08-892717-6 | 24 janvier 2025   | 978-2-5051-3283-7 |
| Liste des chapitres : - Chapitre 119 : Souris prise au piège - Chapitre 120 : Chassés-croisés - Chapitre 121 : Enlacée - Chapitre 122 : Ensemble, encore - Chapitre 123 : Larve de fourmilion - Chapitre 124 : Coucher de soleil - Chapitre 125 : Une enseignante et son élève - Chapitre 126 : Causalité - Chapitre 127 : Un amour errant - Chapitre 128 : L'endroit où se tient Gen Minegishi - Chapitre 129 : Je t'attendrai le temps qu'il faudra                      |                   |                   |                   |                   |
| 14 | 19 septembre 2023 | 978-4-08-892819-7 | —                 |                   |
| Liste des chapitres : - Chapitre 130 : La rivière du silence - Chapitre 131 : Vide - Chapitre 132 : Le jour se lève pour se coucher de nouveau - Chapitre 133 : Jeunes femmes - Chapitre 134 : Questions/réponses - Chapitre 135 : Colère - Chapitre 136 : Doutes - Chapitre 137 : Ruptures - Chapitre 138 : Disparition progressive - Chapitre 139 : Trop tard - Chapitre 140 : Mépris du fond du cœur                                                                    |                   |                   |                   |                   |
| 15 | 19 décembre 2023  | 978-4-08-893052-7 | —                 |                   |
| 16 | 18 mars 2024      | 978-4-08-893163-0 | —                 |                   |
| 17 | 18 juillet 2024   | 978-4-08-893206-4 | —                 |                   |
| 18 | 18 octobre 2024   | 978-4-08-893384-9 | —                 |                   |

## Drama télévisé
Une adaptation en drama télévisée est annoncée le 27 juillet 2022. Elle est réalisée par Misato Kato avec des scripts de Kyoko Inukai. Towa Araki joue le rôle principal : Reiji Kurose. La série de huit épisodes est diffusée dans le bloc de programmation drama tokku (ja) de MBS TV entre le 2 septembre 2022 et le 21 octobre 2022. RIM interprète le thème d'ouverture Inner Child (インナアチャイルド, In'nāchairudo) , tandis que SpendyMily interprète le thème de fin Iris

## Accueil
En 2021, la série se classe 11e des Next Manga Awards dans la catégorie manga papier. En juillet 2022, la série compte plus d'un million d'exemplaires en circulation.

### Édition japonaise
1. 1 2  (ja) « 少年のアビス 1 », sur Shūeisha (consulté le 14 avril 2021).
2. 1 2  (ja) « 少年のアビス 2 », sur Shūeisha (consulté le 14 avril 2021).
3. 1 2  (ja) « 少年のアビス 3 », sur Shūeisha (consulté le 14 avril 2021).
4. 1 2  (ja) « 少年のアビス 4 », sur Shūeisha (consulté le 14 avril 2021).
5. 1 2  (ja) « 少年のアビス 5 », sur Shūeisha (consulté le 14 avril 2021).
6. 1 2  (ja) « 少年のアビス 6 », sur Shūeisha (consulté le 14 avril 2021).
7. 1 2  (ja) « 少年のアビス 7 », sur Shūeisha (consulté le 14 avril 2021).
8. 1 2  (ja) « 少年のアビス 8 », sur Shūeisha (consulté le 14 avril 2021).
9. 1 2  (ja) « 少年のアビス 9 », sur Shūeisha (consulté le 14 avril 2021).
10. 1 2  (ja) « 少年のアビス 10 », sur Shūeisha (consulté le 14 avril 2021).
11. 1 2  (ja) « 少年のアビス 11 », sur Shūeisha (consulté le 22 octobre 2022).
12. 1 2  (ja) « 少年のアビス 12 », sur Shūeisha (consulté le 22 mars 2023).
13. 1 2  (ja) « 少年のアビス 13 », sur Shūeisha (consulté le 1er mai 2023).
14. 1 2  (ja) « 少年のアビス 14 », sur Shūeisha (consulté le 22 octobre 2023).
15. 1 2  (ja) « 少年のアビス 15 », sur Shūeisha (consulté le 22 octobre 2023).
16. 1 2  (ja) « 少年のアビス 16 », sur Shūeisha (consulté le 22 janvier 2024).
17. 1 2  (ja) « 少年のアビス 17 », sur Shūeisha (consulté le 30 mai 2024).
18. 1 2  (ja) « 少年のアビス 18 », sur Shūeisha (consulté le 27 août 2024).

### Édition française
1. 1 2  « Boy’s Abyss T1 », sur Kana (consulté le 15 octobre 2022).
2. 1 2  « Boy’s Abyss T2 », sur Kana (consulté le 15 octobre 2022).
3. 1 2  « Boy’s Abyss T3 », sur Kana (consulté le 7 juillet 2022).
4. 1 2  « Boy’s Abyss T4 », sur Kana (consulté le 7 juillet 2023).
5. 1 2  « Boy’s Abyss T5 », sur Kana (consulté le 7 juillet 2023).
6. 1 2  « Boy’s Abyss T6 », sur Kana (consulté le 7 juillet 2023).
7. 1 2  « Boy’s Abyss T7 », sur Kana (consulté le 7 juillet 2023).
8. 1 2  « Boy’s Abyss T8 », sur Kana (consulté le 22 janvier 2024).
9. 1 2  « Boy’s Abyss T9 », sur Kana (consulté le 22 janvier 2024).
10. 1 2  « Boy’s Abyss T10 », sur Kana (consulté le 22 janvier 2024).
11. ↑  « Boy’s Abyss T11 », sur Kana (consulté le 18 juillet 2024).
12. 1 2  « Boy’s Abyss T12 », sur Kana (consulté le 18 juillet 2024).